# Arsonska kiselina
Arsonske kiseline su oksid arsonaste kiseline i spojevi iz nje izvedeni zamjenom preostaloga vodikova atoma hidrokarbilnom skupinom.
Po redoslijedu opadajućeg prioriteta pri odabiru i imenovanju glavne karakteristične skupine, esteri su sedmi po redu razredni spojevi (slijedom COOH i C(O)O2H; zatim njihovi S- i Se-derivati, pa redom sulfonske, sulfinske, selenonske itd., fosfonske, arsonske itd. kiseline).